# Longepi boyd
Longepi boyd är en spindelart som beskrevs av Norman I. Platnick 2000. Longepi boyd ingår i släktet Longepi och familjen Lamponidae. Inga underarter finns listade i Catalogue of Life.